# Edvard Kocbek
Edvard Kocbek (Sveti Jurij ob Ščavnici, Imperio austrohúngaro, 27 de septiembre de 1904 - Liubliana, República Socialista de Eslovenia, 3 de noviembre de 1981) fue un escritor, poeta y traductor esloveno. 

## Biografía
Edvard Kocbek nació el 27 de septiembre de 1904 en Sveti Jurij ob Ščavnici, una ciudad del Imperio austrohúngaro. Pasó dos años en el seminario católico de Maribor antes de continuar sus estudios en la Universidad de Liubliana. En 1930, tras terminar sus estudios vivió en Lyon y en París. También vivió en Berlín, en donde se familiarizó con las ideas marxistas.
Tras su regreso a Eslovenia introdujo las ideas del surrealismo francés así como algunos autores existencialistas católicos como Kierkegaard, G. K. Chesterton y sobre todo Emmanuel Mounier.
En 1934 publicó su primera obra, intitulada Zemlja y en 1938 el ensayo Premišljevanje o Španiji (Reflexiones sobre España) en el cual criticaba las posiciones favorables al fascismo de la derecha católica. Ese texto tuvo importantes repercusiones, pues condujo al cierre de la revista Dom in svet, en la cual había sido publicado.
Durante la Segunda Guerra Mundial luchó contra los ejércitos nazi y fascista. Tras la derrota del Eje, sus diferencias con los socialistas lo alejaron de las posiciones oficiales y, en 1951, la publicación de Strah in pogum ("Miedo y valentía") le granjeó la clara enemistad de las autoridades yugoslavas, que no dejarían de vigilarlo.
En 1975 la publicación de una entrevista en la revista literaria eslovena Zaliv (Golfo), en la que Kocbek denunciaba la ejecución de 12.000 milicianos anticomunistas eslovenos, reavivó las persecuciones políticas en su contra. La intervención de su amigo el premio Nobel Heinrich Böll ayudó a aligerarlas.
Durante muchos años trabajó como traductor. Entre los autores cuyas obras abordó destacan Balzac, Mauriac, Maupassant y Saint-Exupéry
Edvard Kocbek murió el 3 de noviembre de 1981 en Liubliana.

## Reconocimiento
En 1964 se le concedió el premio Prešeren por su colección de poemas Groza (Pavor) .